# Guillem Fresquet
 Guillem Fresquet Bardina (Barcelona, 1914-Tarragona, 1991) fou un pintor i dibuixant català nascut al barri del Poble Nou de Barcelona. Estudià a l'escola d'arts i oficis de Barcelona on va tenir com a mestres Lluís Muntané, Soler Puig i Francesc Labarta. El seu debut artístic fou el 1945 a la sala Velasco de Barcelona i ha celebrat exposicions, a més de les principals ciutats espanyoles, a Mèxic, Canadà, França, etc. Les seves obres figuren a importants museus nacionals i a l'estranger, a destacar el Museu d'art Modern de la diputació de Barcelona i el de Tarragona i també podem trobar les seves obres en importants col·leccions particulars. El 1973, la Fábrica Nacional de Moneda y Timbre, li va fer l'encàrrec de pintar vistes de ciutats espanyoles per a reproduir en els segells. És autor del llibre Como pintar a la acuarela. Malgrat que conreà diverses tècniques la seva especialitat fou l'aquarel·la.
Considerat com un dels aquarel·listes catalans més importants del segle xx. Al llarg de la seva carrera artística va rebre nombrosos premis i mencions, a destacar la Primera Medalla de l'Agrupació d'Aquarel·listes de Catalunya, que va guanyar en tres ocasions, les mateixes vegades que va guanyar el Primer Premi de la biennal de Montblanc.